# 森夏恩 (新墨西哥州)
森夏恩（英語：Sunshine）是位於美國新墨西哥州盧納縣的普查規定居民點。

## 人口
根據2020年美國人口普查的數據，森夏恩的面積為45.67平方千米，皆為陸地。當地共有人口487人，而人口密度為每平方千米10.66人。